# シェノル・ギュネシュ・スポル・コンプレクシ
シェノル・ギュネシュ・スポル・コンプレクシ（Şenol Güneş Spor Kompleksi）は、トルコ・トラブゾンにあるサッカー専用スタジアム。トラブゾンスポルがホームスタジアムとして使用している。アクヤジ・スタデュム（Akyazı Stadyumu）とも呼ばれる。

## 歴史
このスタジアムが供用開始となる前までトラブゾンスポルは市街地にあったフセイン・アヴニ・アケル・スタデュムを使用していたが、老朽化の進行が極めて深刻であり、屋根もないため観戦時の満足度は決して高くなかった。新スタジアム建設の構想は2010年代に入ってから真剣に検討され始め、トラブゾン西側の埋立地に建設されることが決定した。2013年11月24日から建設工事がスタートし、2016年12月18日に竣工した。収容人数40,782人は国内8番目の規模を誇り、建設費用は約3億5,000万トルコ・リラだと見積もられている。こけら落としは2017年1月29日に行われたトラブゾンスポル対ガジアンテプスポルの試合であり、トラブゾンスポルが4-0で快勝した。

## ギャラリー

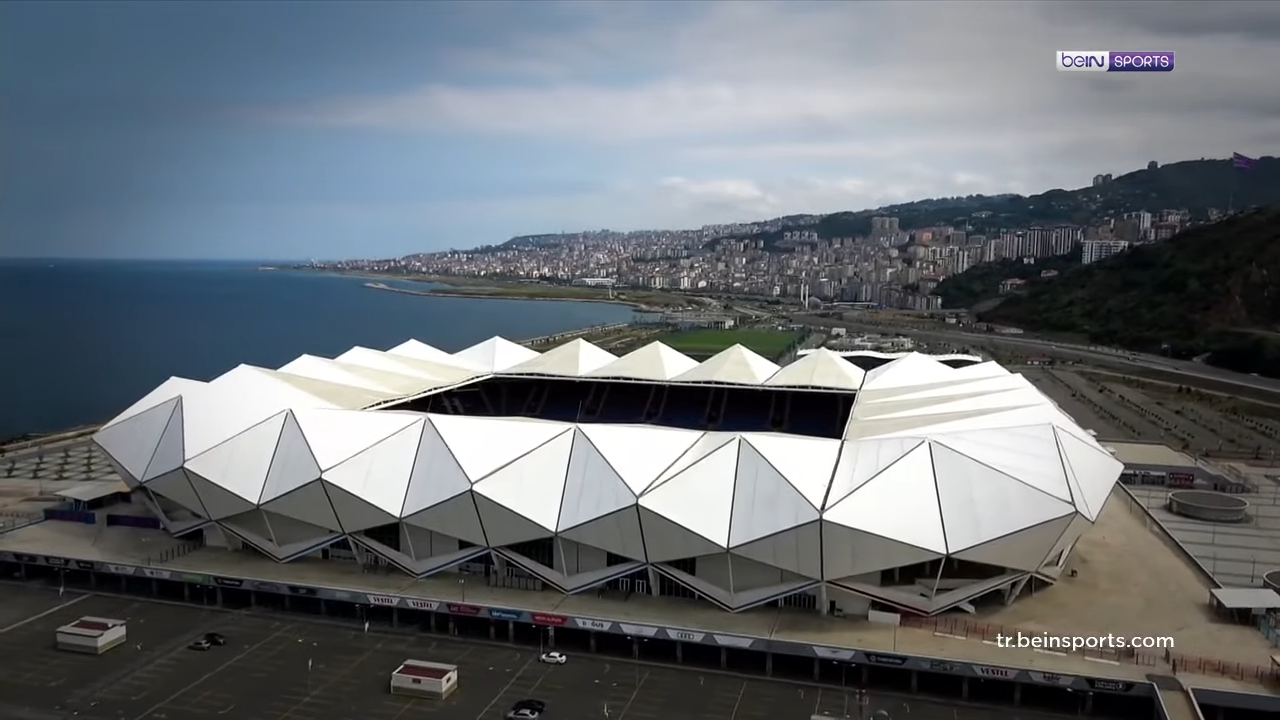
2021年の外観
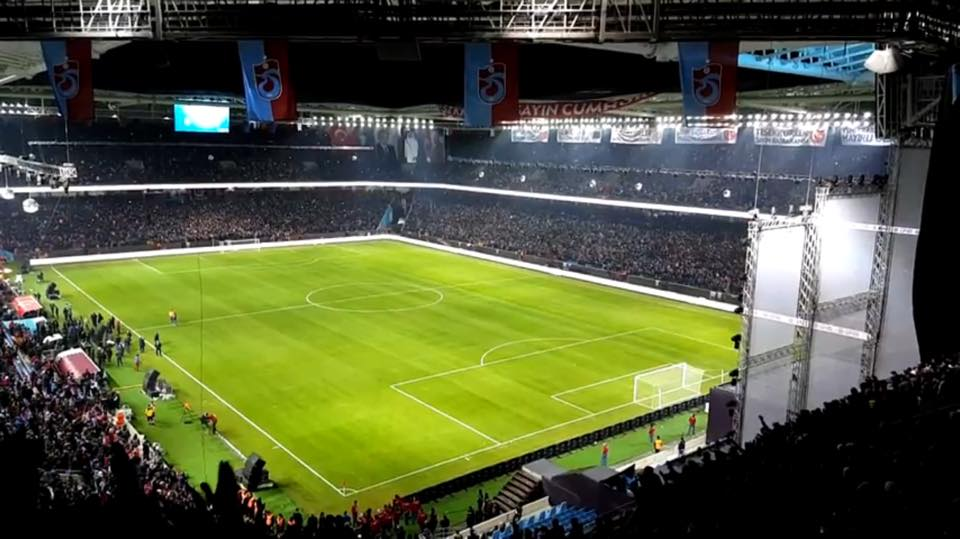
2016年の内観
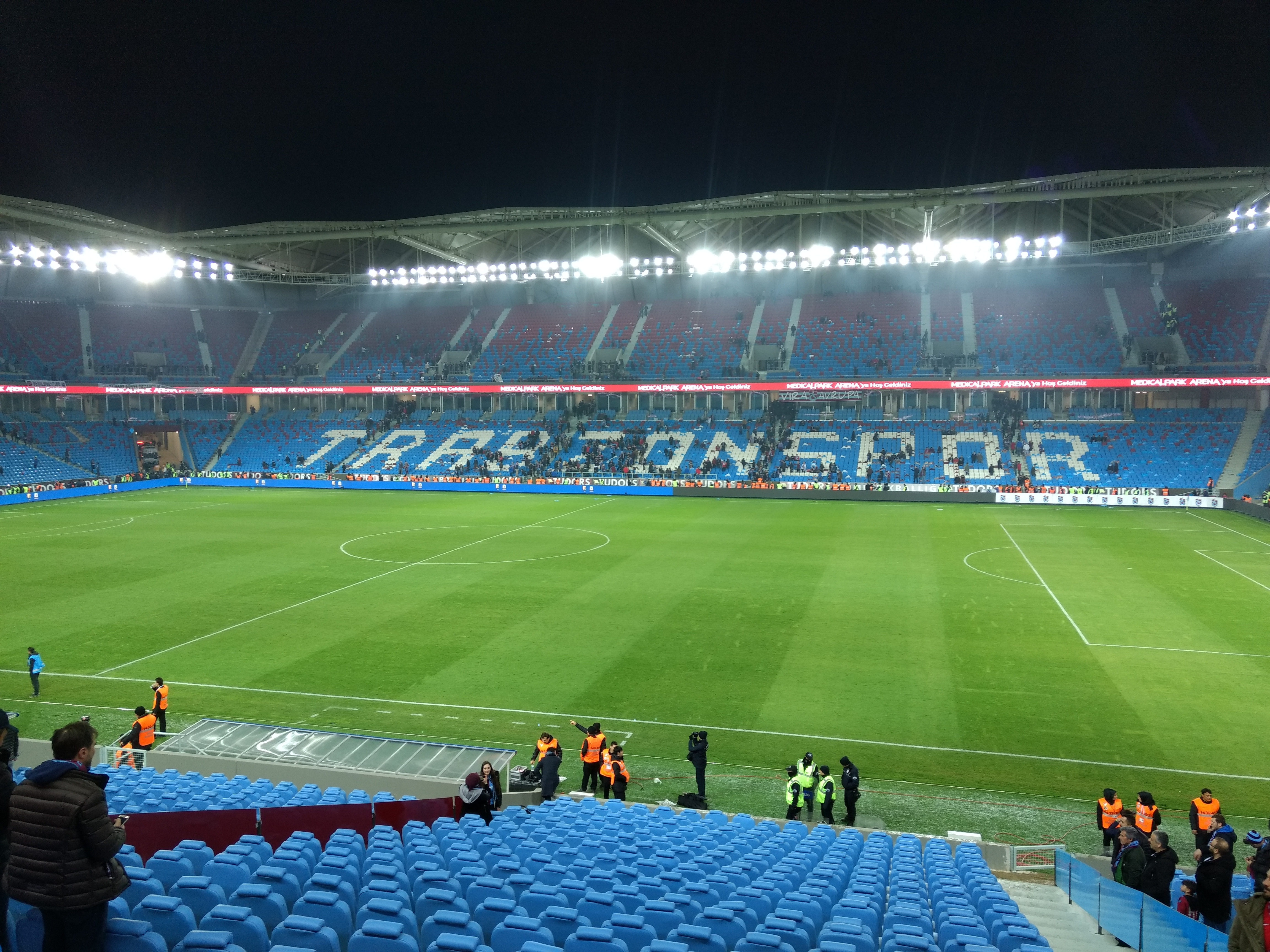
2017年の内観1
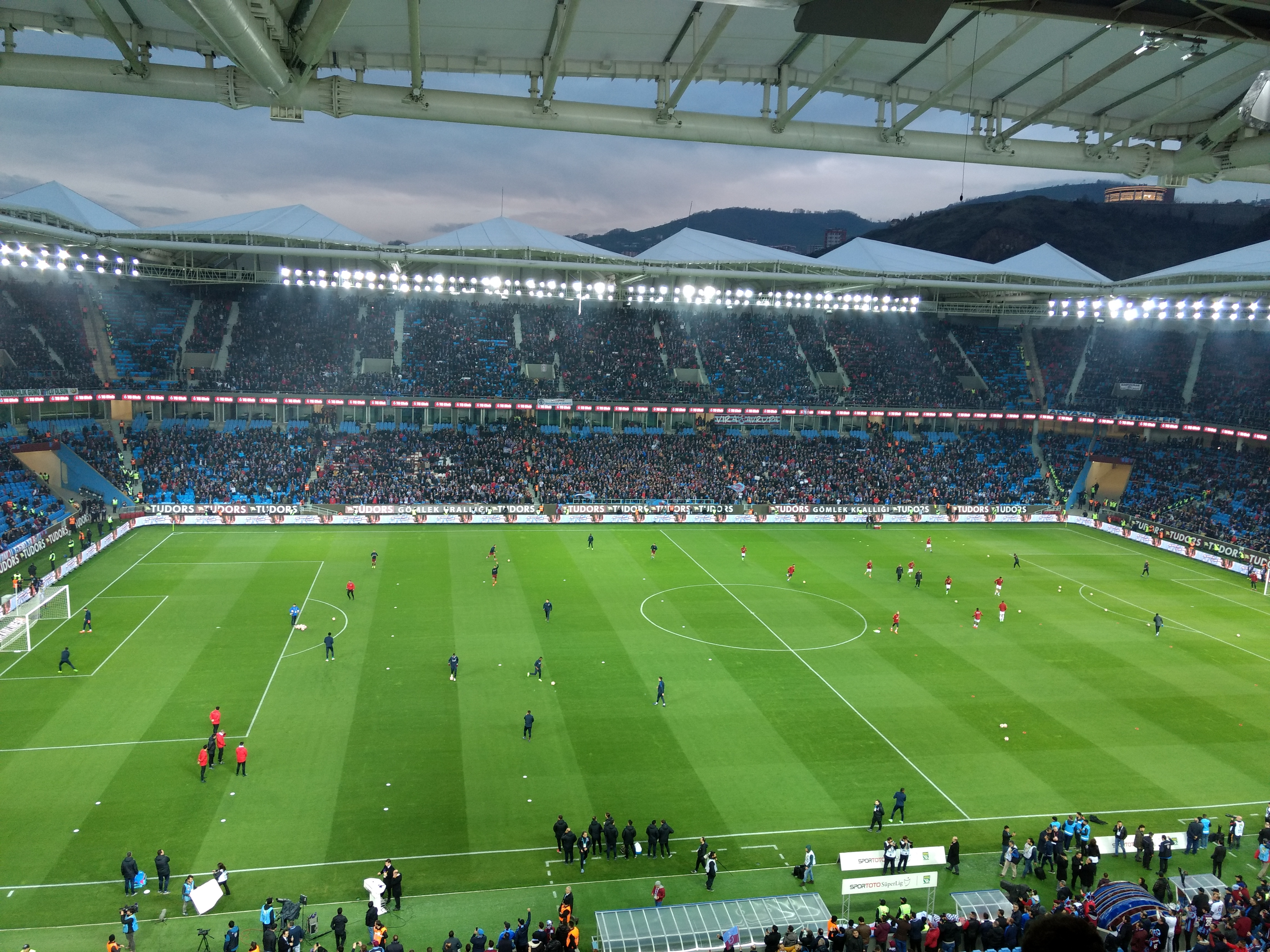
2017年の内観2